# Warwick (przedsiębiorstwo)

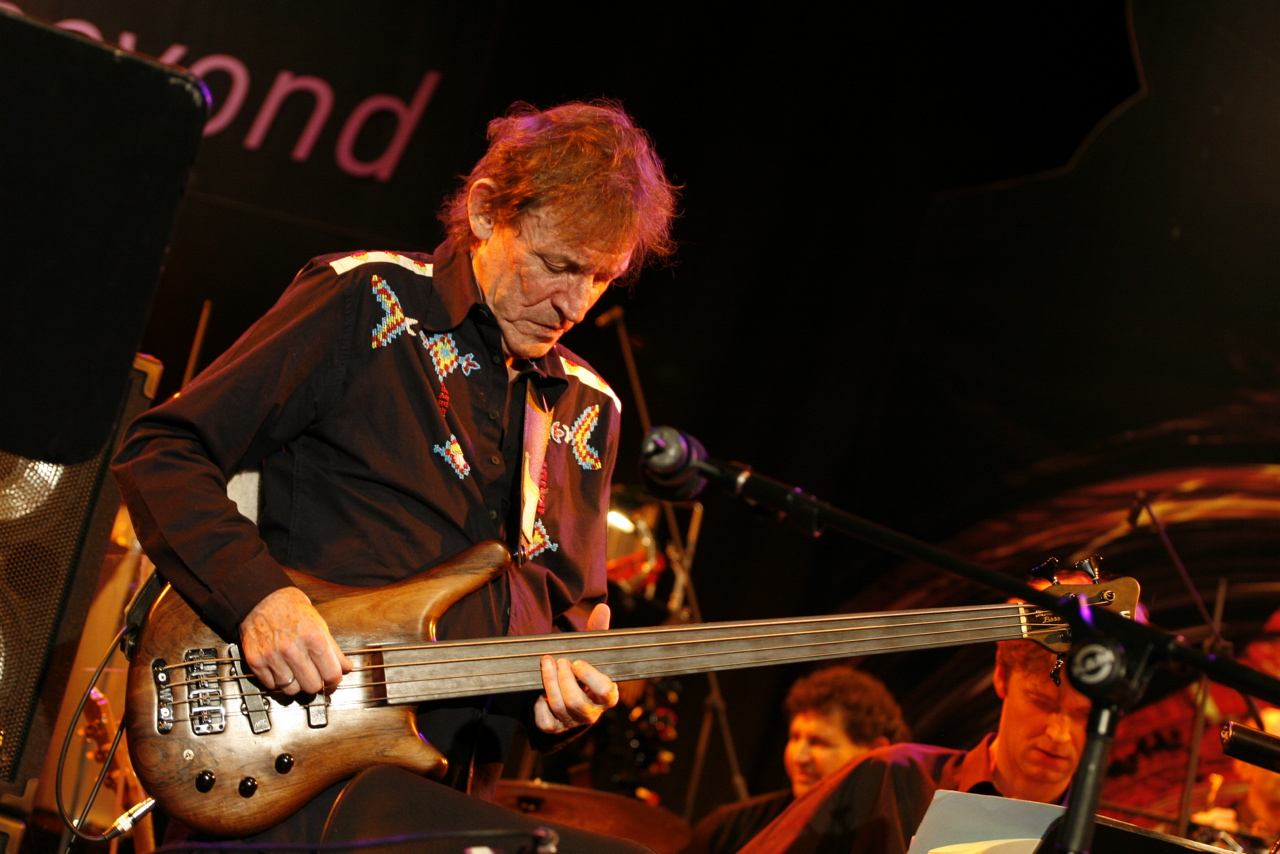
Jack Bruce grający na bezprogowej gitarze basowej firmy Warwick

Warwick – niemiecka firma produkująca gitary basowe oraz osprzęt gitarowy. Założona 13 września 1982 w Pretzfeld przez Hansa Petera Wilfera, który był synem Freda Wilfera – właściciela bawarskiego przedsiębiorstwa produkującego gitary elektryczne – Framus.